# Finska košarkaška reprezentacija
Finska košarkaška reprezentacija predstavlja državu Finsku u športu košarci.
Krovna organizacija: Finski košarkaški savez 
Glavni trener: Lassi Tuovi

## Nastupi na velikim natjecanjima

### Olimpijske igre
- 1952.: 9. mjesto
- 1964.: 11. mjesto

### Svjetska prvenstva
- 2014.: 22. mjesto

### Europska prvenstva
- 1939.: 8. mjesto
- 1951.: 9. mjesto
- 1953.: 12. mjesto
- 1955.: 10. mjesto
- 1957.: 11. mjesto
- 1959.: 13. mjesto
- 1961.: 14. mjesto
- 1963.: 14. mjesto
- 1965.: 12. mjesto
- 1967.: 6. mjesto
- 1977.: 10. mjesto
- 1995.: 14. mjesto
- 2011.: 9. mjesto
- 2013.: 9. mjesto
- 2015.: 9. mjesto
- 2017.: 11. mjesto

## Poznati igrači
- Hanno Mottola